# 金门 (斯普利特)

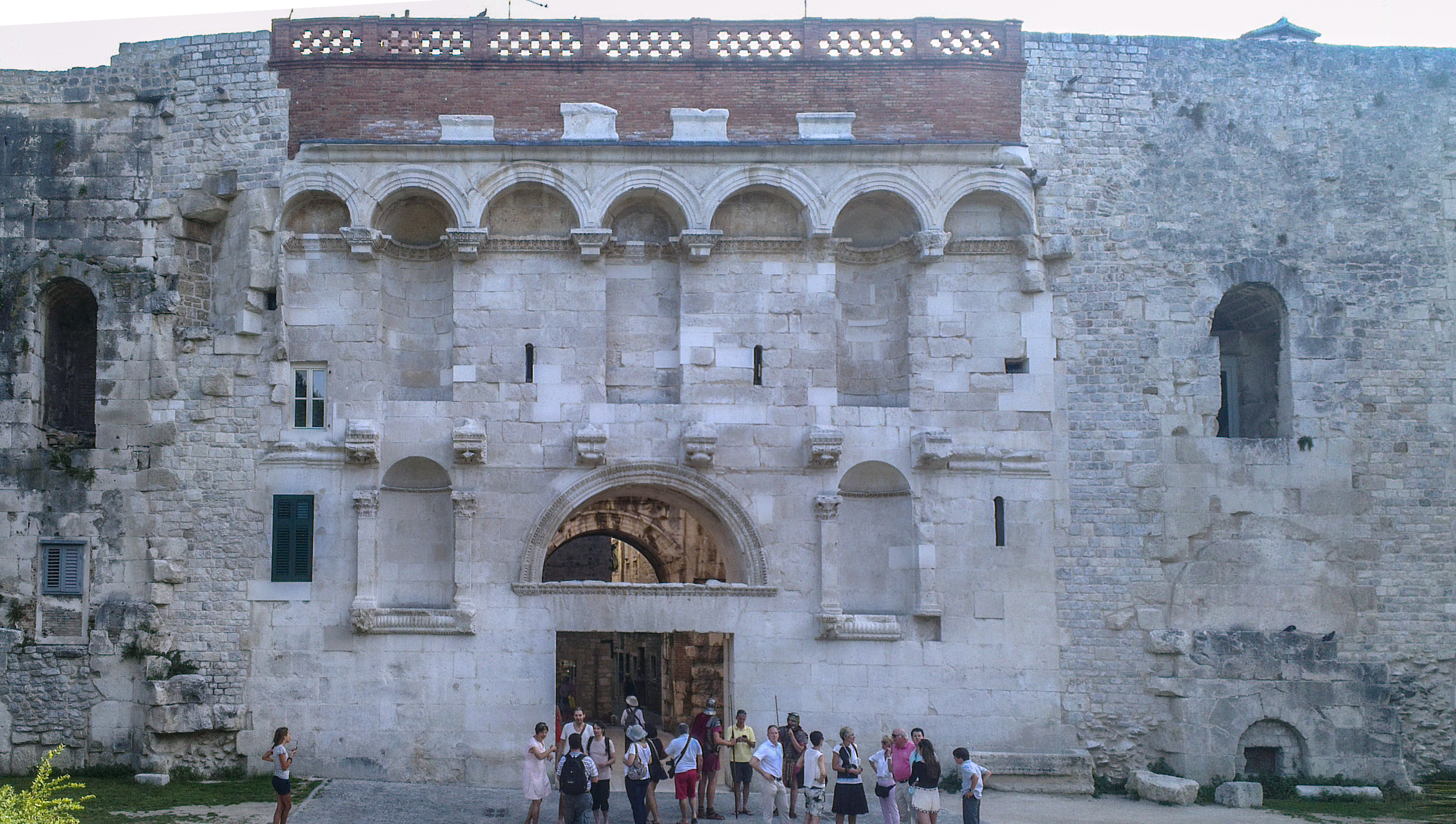

金门（拉丁语：Porta Aurea；克罗地亚语：Zlatna vrata）是克罗地亚城市斯普利特戴克里先宫一座宏伟的宫门，位于北部宫墙的中央，南北纵轴线上。在罗马时代，通过金门，是通往北方的道路，朝向达尔马提亚行省的省会萨罗纳。金门也是戴克里先宫最重要，也是装饰最华美的一个大门，保存最完好的则是在西墙上有铁门。
43°30′32.90″N 16°26′25.41″E / 43.5091389°N 16.4403917°E
如同整个斯普利特旧城一样，金门也是公元300年建造的戴克里先宫的一部分。四世纪的蛮族入侵时，萨罗纳居民来此避难，遂演变为一个真正的城市。位于和大海对面。
比起银门和铁门，金门的装饰更为丰富，其通道拱门两侧各有一个小龛（在古代可能放置雕像）。